# Scène de crime
Pour les œuvres utilisant le terme comme titre, voir Scène de crime (homonymie).

Le corps d'Orlie Cormeau près de Cannon Ball dans la Réserve indienne de Standing Rock, en 1941.

La scène de crime ou scène d'infraction selon la dénomination de la police nationale française s'il ne s'agit pas d'un crime au sens strict, comprend à la fois les lieux où s'est produit un crime, un délit ou un accident d'origine éventuellement criminelle, mais aussi l'état de ces lieux. Le mot crime est pris au sens anglophone, lui-même fidèle au sens latin crimen (« chef d'accusation »). En anglais, l'expression crime scene peut concerner aussi bien le lieu d'un crime que d'un délit, d'un accident exigeant des investigations, d'une explosion ou d'un incendie d'origine douteuse. En français soutenu, on recourt parfois à l'expression « théâtre d'un crime » ou « lieu d'un crime ».
La « scène » en question comprend donc l'ensemble des différents lieux où se sont produits un ou des événements donnant lieu à l'intervention de la police technique et scientifique ou celle d'un expert en criminalistique, leur état au moment de l'intervention et tout élément physique présent sur ces lieux : butin, preuves, indices, traces...

## Définition du terme
L'expression scène de crime est utilisée depuis la dernière décennie du XXe siècle en criminalistique, par francisation de l'anglais crime scene. L'institut national de police scientifique français parle de scène d'infraction.
L'usage de l'article indéfini de pourrait être issu de l'anglais et popularisé par les séries télévisées centrées sur les enquêtes policières alors que la traduction correcte serait scène d'un crime ou scène du crime[réf. nécessaire] ; les lieux du crime étant une autre expression qu'on retrouve dans le proverbe « l'assassin revient toujours sur les lieux du crime ». On a usé cependant du terme scène de crime très tôt avant cette popularisation,, bien que l'expression la plus fréquente au XIXe siècle ait plutôt été le théâtre du crime, d'où la dérive vers scène du crime, et sans doute plus tard scène de crime[réf. nécessaire], scène du crime est utilisé de manière indifférente à scène de crime mais induit que l'on traite d'un crime en particulier (article défini).
Outre l'évolution de la terminologie, l'expression scène de crime est aujourd'hui employée pour désigner les lieux de l'événement ainsi que le positionnement et l'état de l'ensemble de ses éléments constitutifs. Une scène de crime peut être constituée par le lieu d'un crime ou d'un délit, le lieu d'un accident, d'un incendie, d'une explosion ou encore d'une catastrophe.

## Intervention sur une scène de crime

### Périmètre

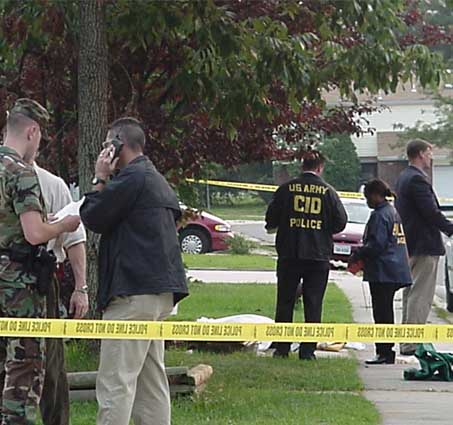
Agents de l'United States Army Criminal Investigation Command ayant délimité les lieux du crime par la rubalise.

Les limites des lieux du crime sont définies par les enquêteurs et interdites au public tant que les experts de la Police scientifique n'ont pas terminé l'examen approfondi des lieux. La délimitation se fait par une bande en plastique dite de « gel des lieux ». La plupart du temps, un certain nombre d'intervenants autres que des experts et techniciens de la police scientifique arrivent sur les lieux. Afin d'éviter la « contamination », c'est-à-dire la dégradation des preuves ou de l'état des lieux, ces acteurs sont formés aux principes de base de la « fixation de la scène » ou « gel des lieux ».

### Analyse d'une scène de crime

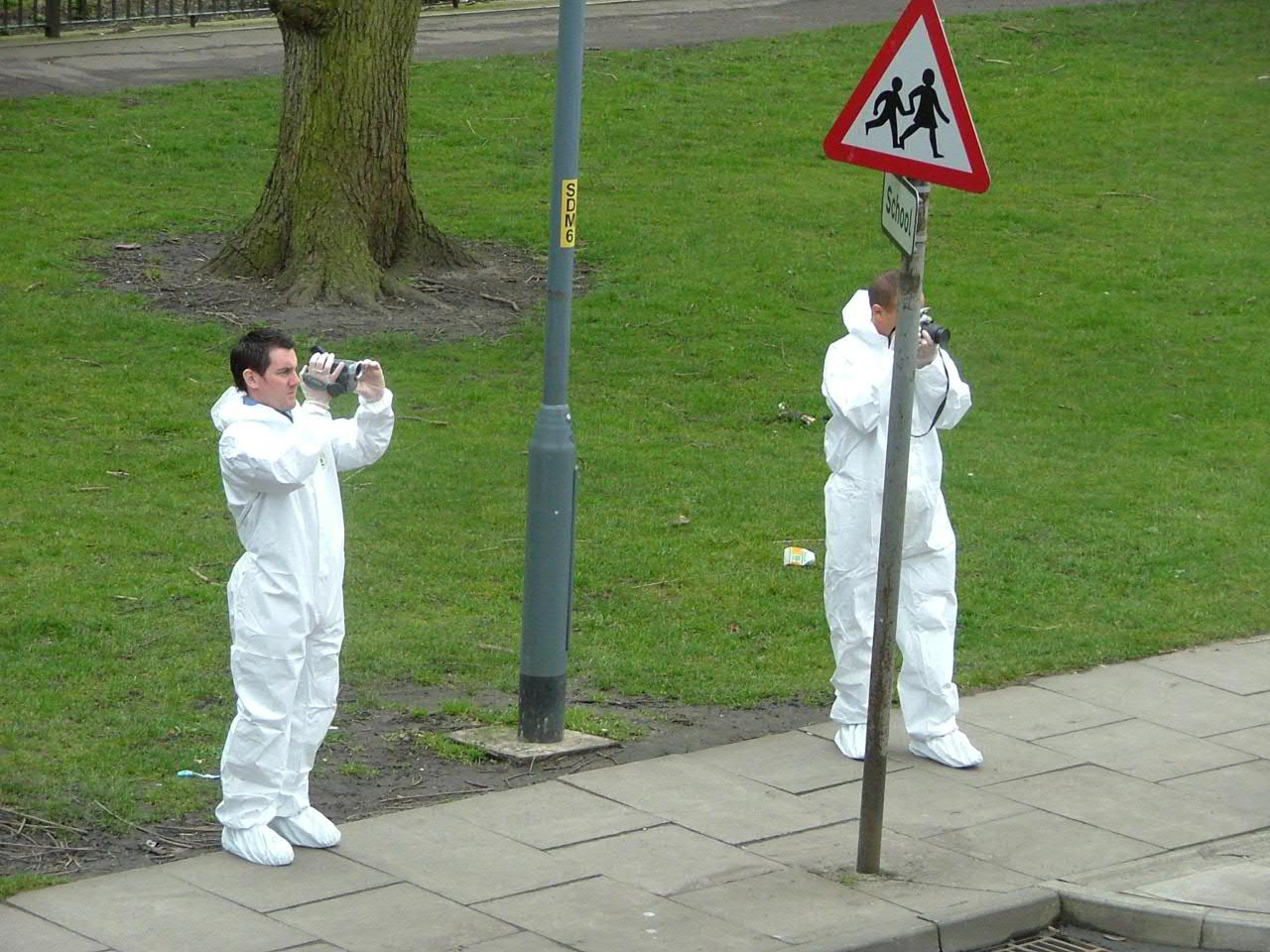
Des techniciens de la police scientifique à Chester, au Royaume-Uni, en pleine documentation de la scène, en 2005.

Au Canada et en Suisse, la personne chargée de relever les indices est nommée technicien en scène de crime,, en France c'est un technicien ou un expert de la police scientifique qui est appelé à jouer ce rôle. Il est nécessaire pour le technicien de ne pas contaminer la scène : il porte donc des gants, une tenue adaptée (vêtements propres et blancs, masque).
D'abord il doit photographier et filmer la scène, en établir un plan précis. Puis il doit découvrir et faire apparaître les indices. Les indices sont alors prélevés en les mettant dans une poche en plastique munie d'un code l'identifiant, l'emplacement de l'indice est noté par des cavaliers en plastique jaune (lettres ou numéros) et l'indice donné à un enquêteur.
En France, les gendarmes peuvent parfois intervenir les premiers sur les lieux. Il est arrivé que la scène de crime ait été contaminée en marchant sur des empreintes, en déplaçant des objets et même le cadavre. L'affaire Omar Raddad (1991) en est un exemple.

## Types de scènes de crime
- Accident
- Incendie ou explosion
- Catastrophe
- Crime ou délit
- Meurtre
- Agression

## Techniciens et experts
Un technicien en scène de crime, au Canada, doit avoir suivi une formation en techniques policières puis être passé par le Collège canadien de police. Ce sont des connaissances polyvalentes qui lui permettent d'analyser correctement les scènes.
Un des premiers experts en criminologie de ce type fut Alphonse Bertillon, un anthropologue français qui établit une procédure permettant le recueil d'indices par la police française. Sa méthode, appelée « bertillonnage », utilise un relevé de plusieurs points du corps du cadavre ainsi que sa photographie. Edmond Locard fonda le premier laboratoire français pour la « police technique ». Le bertillonnage a été peu après supplanté par la technique du relevé des empreintes digitales (dactyloscopie), complétée ensuite par le moulage d'empreintes de pas et de pneus.
Au cours de la seconde moitié du XXe siècle, les expertises firent appel à un nombre de plus en plus grand de disciplines: balistique (études des effets subis par des projectiles tirés par des armes à feu, des trajectoires, des impacts, des blessures, des marques laissées par différentes actions lors du tir, etc.), physico-chimie (chromatographie en phase gazeuse..., spectrométrie de masse...), chimiluminescence (usage du luminol pour la détection de faibles traces de sang), biologie (analyse des fluides corporels, des groupes sanguins...), entomologie (détermination des cycles larvaires des espèces de mouches et de coléoptères nécrophages ayant pondu sur le cadavre pour déterminer la date de la mort), etc.
Enfin, la médecine légale et la criminalistique ont connu un tournant décisif avec l'identification par empreinte génétique développée en 1984 et utilisée pour la première fois en 1987 pour confondre un violeur et tueur en série. Cette identification est basée sur le décodage de l'ADN (acide désoxyribonucléique) qui est présent dans le noyau de toutes les cellules composant, en l'occurrence ici, le sang, la salive, le sperme, un poil (etc.) chez tous les êtres vivants du règne animal dont l'Homme, chaque individu possédant un ADN (constituant son génome) spécifique donc différent, à l'instar des empreintes digitales. Les progrès réalisés par la suite permettent aujourd'hui (2016) d'établir une empreinte génétique à partir de seulement quelques cellules (voire une cellule unique) grâce à un système amplificateur in vitro du nombre d'hélices d'ADN appelé PCR (concentration et amplification génique par réaction de polymérisation en chaîne).
Cette méthode a eu le mérite notamment de prouver à ce jour (2016) l'innocence de plus de mille condamnés aux USA dont certains étaient déjà dans le couloir de la mort et d'éviter au niveau mondial des milliers d'erreurs judiciaires.